# 唐沢寿明
唐沢 寿明（からさわ としあき、1963年〈昭和38年〉6月3日 - ）は、日本の俳優。本名および旧芸名、唐沢 潔（からさわ きよし）。
東京都台東区出身。研音所属。 東京都立蔵前工業高等学校中退。妻は女優の山口智子。

## 略歴
1963年（昭和38年）6月3日、東京都台東区で3人兄弟の次男として生まれる
。5,6歳の時、映画で見たブルース・リーに憧れ役者を志す。16歳で東映アクションクラブ（当時最年少）四期生として入所。高校は2年で中退する。不仲だった両親と喧嘩の末、家を出て伯母の家に居候する。
東映では刑事ドラマのエキストラや仮面ライダーシリーズの敵役スーツアクターとして活動。しかし2年後、「ここでは役者になれない」と仲間に言ったのが原因でクラブを解雇される。
その後、舞台やショーパブ、様々なアルバイトを経験する。ホリプロにスカウトされて歌手デビューを勧められ、自分のためにホリプロを退社した上役とレコード会社まわりをしていたこともあるが、役者志望であることを理由に決裂する。
舞台『ボーイズレビュー・ステイゴールド』のオーディションに合格したのをきっかけに、三生社（社長は俳優橋爪功の最初の妻橋爪貴志子）に所属。社長からポロシャツとVネックセーターをプレゼントされ、さわやかな青年風にイメージを変える。また芸名を「寿明」とする。
1988年、NHK朝の連続テレビ小説『純ちゃんの応援歌』に主役の山口智子の弟役で出演。
1989年、大河ドラマ『春日局』に出演。織田裕二、吉田栄作と並ぶ若手俳優として注目される。テレビドラマ『男について』で共演した浅野ゆう子に声をかけられ、現所属事務所の研音に所属。
1992年、テレビドラマ『愛という名のもとに』でトレンディ俳優としてブレイク。
1995年12月13日、山口智子との電撃入籍が報じられ、15日に二人で記者会見を行い、結婚を公表した。山口とは『純ちゃんの応援歌』以来交際を続けていた。
1998年、自叙伝『ふたり』を発売、ベストセラーになる。
2002年、大河ドラマ『利家とまつ〜加賀百万石物語〜』で主演を務めた。
2011年2月公開の映画『太平洋の奇跡』に元ヤクザの軍人役で出演。役作りの為、唐沢自らの提案でスキンヘッドにしたり鳥ささみ中心の食生活に変えて本格的な筋力トレーニングを行って撮影に臨んだ。

## 人物
芸名の「寿明」は三生社所属時に、社長が占い師に相談し、名づけたものである。この時からしばらく年齢を2歳若く偽っていたが、取材やトーク番組でつじつまをあわせるのに苦労したという。
デビュー当初は、東映の『仮面ライダーシリーズ』『スーパー戦隊シリーズ』などの特撮番組に脇役やスーツアクターとして出演がほとんどだった。また、東映では斬られ役や吹き替え、スーツアクターなどのほか、照明や衣装のアシスタントなどの裏方も務めていた。ショッカー役をやっていたことはネタにされることがある。
コンビニエンスストアやショーパブ、結婚式場でのドライアイス係、チラシモデル、ラーメン屋など、駆け出し当時のアルバイト経験は豊富である。
菓子、デザート、佃煮などの甘いものが嫌いで、好物は納豆、ハンバーグ、伴麺、餃子などがある。
現在の趣味は「ブルース・リー、車（クラッシックカー）、食事」のみであるそうだが、30代にゲーム『ストリートファイターII』にハマりすぎ、集中しすぎて呼びかけに答えなかったり、親指を脱臼したりなどしたことがある。またゲームに関しては結婚後、妻の山口とドラマで共演したことがある木村拓哉が遊びに来た際、3人で食卓を囲んだ。しかしその途中、どうしてもテレビゲームがやりたくなって席を外してゲームを始めてしまい、妻に「木村さんがいるのになんて失礼な！」と怒られてしまったという。このようなことから、最終的にゲームすべてを妻に捨てられてしまったというエピソードを持つ（ただし後に山口は雑誌のインタビューで、「意図的に捨てたわけではないです」と否定している）。捨てられてしまってからはゲームはしていない。
30代後半にスロットレーシングカーを趣味にしていた時期もあり、その際に使用するラジコンも精巧なものを多数自作していた。その際、スプレーインクを使用しすぎて壁に色が付き、妻に怒られて以後制作する際は換気扇の下にずっといたという。
中学2年生で榊原郁恵の大ファンになり、FC番号は「A-2191」。「丸顔ですこし田舎っぽい顔が好き。とにかく丸いものが好き」と好みのタイプを語っている。車のタイプも丸いラインのものが好きだという。
小学生時はリトルリーグ（硬式野球）のチームに入っていたが、相手ピッチャーの球速が速かったためにすぐに諦めた。その後は、ブルース・リーに憧れていたことから少林寺拳法を習っていた。
なぜか妻から「ゴルフをやったら離婚する」と言われているのでゴルフをしたことはない。
遊園地の乗り物は苦手で、「男だから乗る必要がない」と述べている。また、犬も苦手である。怖いものはお化け（しかし一度も見たことはないという）。
「食文化以上にその土地の文化が現れているものはない」という持論を持つ。夫婦でたまに海外旅行に行っても、妻と違って観光には興味がない。このため滞在中は、妻と食事に出かけるとき以外にはホテルの部屋に一人残り、ほとんどの時間をテレビを見るなどして過ごすという。
中学の先輩に毒蝮三太夫がいる。妻が唐沢から聞いた話では、夫が育った台東区は毒舌を愛情表現や挨拶代わりとして日常的に使う地域だったという。このため、妻からは「唐沢さんの普段の話し方は、ビートたけしさんみたい」と評されている（ただし、たけしは足立区出身）。

### 特撮との関わり
東映アクションクラブ所属時代は特撮番組への出演が主だった。スーツアクターを描いた映画『イン・ザ・ヒーロー』への出演はスーツアクター経験を持つゆえであり、出演に際し5か月間の肉体改造を行いアクション撮影に挑んだ。親交の深い及川光博から映画で仮面ライダー3号を演じることを報告された際には、「何だよ！ スケジュールの都合が合ったら出たのに！ ライダーマン役で！」と返したという。
特撮への思い入れから『ヒーローを作った男 石ノ森章太郎物語』には企画主旨に賛同し、制作側の熱望に応える形でショッカー戦闘員役として特別出演した。

### 爽やか路線
当時の所属事務所社長のアドバイスにより、Tシャツに革ジャンからポロシャツにセーターという爽やかな青年風に路線変更した。当初は軟弱で嫌いな男のイメージだったが、周囲の評判も良く、役者としての突破口になった。
1992年の人気ドラマ『愛という名のもとに』で演じたエリート好青年の役で一気にブレイクし、雑誌の特集などで「爽やか」「好青年」という代名詞が付くことが多くなって女性ファッション誌の人気ランキングにランクインするなど、1990年代は当時のいわゆる人気若手俳優の1人といった存在だった。

### 趣味・特技
ブルース・リーへの思い入れは強く、中野英雄の自宅に唐沢が来て一緒に『ドラゴンへの道』と『燃えよドラゴン』を鑑賞した時に唐沢はアクションシーンで叫んだり英語でセリフも覚えており、中野もブルース・リーに詳しいつもりだったがレベルが違ったと自身の公式ブログでエピソードを紹介した。関連グッズも多数所有している。
プライベートでは熱心な自動車愛好家としても知られ、ホンダ・NSXを複数台所有するほどのNSXフリークである。またヒストリックカーの分野でもトヨタ・2000GTの後期型、フェラーリ・F355、アストンマーティン・DB4、ポルシェ・356、フォルクスワーゲン・ビートルを所有し、ヒストリックカー専門誌の取材も受けるほどである。2000GTについてはトヨタの協力を得てオープンカー（ロードスター）仕様に改造した車も所有していたが、こちらは2021年にトヨタ博物館に寄贈した。このように上質なコレクションを持つ一方、自らのドライビングで積極的に各種ラリーイベントにも参加している。JAF国内A級ライセンスを取得しサーキットレースにも参加するなどの活動により、大衆への自動車文化の流布に多大なる貢献を果たしている。
歌唱力が高い事でも知られており、『輝け隣太郎』では樹木希林とのデュエット曲でCDシングル化もされた「2人のすべて」を、『トイ・ストーリー2』では挿入歌「君はともだち」のウッディ・バージョンを、『20世紀少年』では「Kenji」名義で「Bob Lennon」を歌っている。

### 交友関係
真田広之のトークイベントにゲスト出演した際、無名の頃に真田の主演舞台の裏方をした時のエピソードを披露、以降も親交がある。集合時間の3時間前から現場入りして、ストイックに仕事に打ち込む真田の姿に感動した唐沢は、同時に彼の体調を心配し、誰からも頼まれていないのにいつでも代役が務められるようにと、真田より早い4時間前から現場に入り、セリフを完璧に覚えていた。真田も、その懸命な唐沢の存在に気づいていたという。
江口洋介とは大河ドラマで共演したことがきっかけとなり、深い友人関係が続いている。
『白い巨塔』で共演した西田敏行とは食事に行く仲で、60歳を過ぎてもエンターテインメントの第一線で活躍している点など心から尊敬しているという。
雑誌のインタビューで、「いい男とは?」という質問に「渡辺謙」と即答している。
下積み時代に十二世市川團十郎の実妹の市川壽紅に日本舞踊を習っていたことから、十二世團十郎の息子の十三代目團十郎白猿のことは彼の小学生時代からよく知っているという。
山崎豊子が死去した翌日、数年ぶりに『白い巨塔』の制作に関わったスタッフとの食事会を予定していたという唐沢は、「久しぶりに当時を振り返り、思い出話ができると思っていた矢先、山崎先生の突然の訃報を受けて、本当に言葉がありません」と悲痛な胸の内を明かした。
及川光博とは大河ドラマから、谷原章介とは連続ドラマ『小早川伸木の恋』から、長谷川博己とは蜷川舞台『冬物語』から、宇多田ヒカルとは映画『CASSHERN』から、窪田正孝とは連続ドラマ『THE LAST COP/ラストコップ』から、広瀬アリスとは連続ドラマ『ハラスメントゲーム』から親交があり、飲み友達である。飲み会のセッティングはほぼ唐沢が行い、払いも唐沢である。また、この会は人見知りをまったくしない唐沢が撮影現場等で行き当たりばったりに出会った人を誘って開かれる飲み会で、「芸能界がんばって生き残ろう会（通称・唐沢会）」と命名されている。他にも有名・無名、先輩・後輩を問わず、俳優・芸人・アイドル・歌手・一般人等幅広い参加メンバーであるが、会のレギュラーメンバーは及川光博と谷原章介である。その交友関係の広さから、友情出演も多い。

## エピソード

### 結婚
1988年放送のNHK連続テレビ小説『純ちゃんの応援歌』の共演が交際のきっかけ。唐沢は山口の第一印象を「デカイ女」と思ったとのこと。また、山口は唐沢の第一印象を「日本一、顔の小さい男だと思った。握り拳くらいしかない」と結婚後に雑誌インタビューで語っている。この作品がデビュー作で初主演の山口は、舞台や東映の特撮スーツアクター、スタントや声の吹き替えなどで既に下積み経験の長い唐沢に「女優としてやっていく自信がない」などと撮影の合間にたびたび悩みを打ち明けていた。週5日の大阪での撮影中、二人はホテルの内線電話でよく話をするようになったという。撮影終盤のクリスマスに山口からプレゼントを贈られたことや打ち上げの会場に向かう車で初めて二人きりになったことなども著書に綴っている。また、1992年元日放送の『平成あっぱれテレビ』では、山口とともにグアム島から生中継リポーターを務めた。
1992年、ガムテープと手錠とカメラを持った二人組の男が宅配業者を装って山口の自宅マンションに侵入する事件が発生。この時唐沢が部屋にいたことで唐沢が暴漢を撃退しことなきを得たが、この事件で二人の交際が発覚した。事件そのものの衝撃とマスコミの取材攻勢で神経がくたくただったが、山口が受けたショックを思うと参ってはいられなかったと著書で振り返っている。
連続ドラマ『輝け隣太郎』出演時に共演の樹木希林に結婚のことを相談していた。すでに長い交際期間で「結婚しているのと変わらないんだから」と先延ばしにしていたが、樹木希林から「いつでもいいなんて言っていたら、きりがないんだから、さっさと結婚してしまいなさいよ」とハッパをかけられ、いい物件があると不動産屋も紹介してくれたと著書「ふたり」で述べている。現在の自宅はその時の物件である。
1995年12月13日のスポーツ新聞の一面に入籍報道が載ったがその翌々日の15日に入籍・記者会見の予定だったことから驚きはしなかったという。1995年12月15日、7年間の交際を経て山口智子と入籍、翌々日にフジテレビにて二人で記者会見を行った。
記者会見でお互いどんなところが良かったのかという芸能レポーターの質問に唐沢は「普通の感じの女性で、家のこともちゃんとやる人だから」「料理が上手」「笑顔が素敵」などと答え、山口は「世界で一番幸せだと思っています」「仕事に対する姿勢を尊敬しています」などと答えていた。結婚でショックを受けたお互いのファンに対してどう思うかと聞かれると「たまに貸し出しますよ」と答えるなど、終始、唐沢が芸能レポーターたちを笑わせる会見となった。また、唐沢は同じ日に放送された明石家さんまの番組『生さんま みんなでイイ気持ち!』に出演し、さんまのインタビューを受け、交際中の秘話や結婚までの道のりを語った。さんまの事務所の女性スタッフが唐沢の大ファンでショックを受けているとさんまに言われると「ありがたいことです。だけど、もういい大人なんで」と答えていた。
結婚以降、山口は女優活動をセーブしているが2005年にゲスト出演した『スタジオパークからこんにちは』で司会のアナウンサーに「奥様はお元気ですか？『家にいろよ』とかおっしゃっているんですか?」と聞かれ、「それは無いです。良かったら何かドラマの企画書を出して下さい」と答えていた。一方、山口は近年、芸術・美術やそれらに携わる職人に関する活動を熱心に行っており、2010年に自身がナビゲーターを務めた職人技を紹介する番組でスポーツ新聞の取材に対し「美術やアートって聞くと、見事に聞き流されますね」「彼の興味は役者の仕事と車。2点集中主義の人生がいいみたい」「彼も『職人』なんだと思うようになった」と語り、2013年5月号の雑誌『美ST』のインタビューでは「いい主人に巡り合えて本当に幸せ。人生を豊かにしてくれて、心から感謝してる」「彼と歩む人生はとても楽しいです」と唐沢について語っている。
家庭では、掃除・洗濯は気がついた方がするなど家事は分担制にしている。本人は「自分はまったく料理はできないので、料理を作ってもらったら洗い物は全部する。」と度々番組で述べている。妻の山口も「洗い物は全部唐沢さんがやってくれる」と発言している。

### 「白い巨塔」に関するエピソード
2003年のドラマ『白い巨塔』主演の際、唐沢と山崎の初顔合わせとなった食事の席（プロデューサーも同席）で原作者の作家山崎豊子に 「財前役をやるなんていい度胸してるわね。あなた大丈夫？」と言われた。当初山崎は、役のイメージに合わないという理由で唐沢が財前役を演じることに難色を示していたが、食事が進むにつれ「あなた面白い男だね。」と気に入り、唐沢の起用に納得したというプロデューサーの後日談がある。ドラマを見た山崎は 「あなたが財前で良かった。素晴らしかった。感動しました」と唐沢を評価した。また、同じく山崎豊子原作の『不毛地帯』をドラマ化したいとプロデューサーが山崎に許可を貰いに行った際、山崎は「唐沢くんでよろしくね」と述べ、6年後にドラマ化され主演した。
『白い巨塔』では主演財前五郎のNGシーンの放出がなく、宣伝効果の高い超大型連続ドラマにもかかわらず出演CMが入らなかったことから、唐沢の意向ではないかと囁かれていたが、前半と後半の間には主演映画「嗤う伊右衛門」の宣伝活動を行っており、『SMAP×SMAP』新年特番に出演した際、いつも通り軽快に話す唐沢が突然「今ちょっとプロデューサーから注意された」「喋らないでって言われているんでね。あまり喋りません！すいません！普段はとっても面白いんだけど」と発言していることから、白い巨塔放送中の様々な制限に関しては唐沢も同意したと思われるが主に白い巨塔制作陣の意向だったようだ。

### トイ・ストーリーシリーズ
シリーズではゲームなど一部を除き、第1作から一貫して主人公ウッディ・プライド（原語版声優はトム・ハンクス）の吹き替えを担当している。よくウッディと顔立ちが似ているため「リアル・ウッディ」と言われ、これについて唐沢は「すごく嬉しいけど俳優としてはウッディに顔が似ていたら困るよね（笑）」「でも俳優としての自分の立ち位置とウッディの立ち位置は似ている気がします」と語っている。また、「声優（としての仕事）はウッディだけと決めているんです。子どもたちにウッディって呼ばれることも多いし、嬉しいですね」と語っているが、過去には他にも複数声優経験はある。
作品については「正直、ここまで愛される人気シリーズになるとは思っていなかった」と語っており、また「（シリーズの）何が良いかって、おもちゃたちや持ち主はもちろん、観客が大切なことを学びながら、成長できる点だと思うんですよ」と発言している。

### その他のエピソード
無名時代にショーパブでアルバイトしていた際、東京放送（TBS）の音楽プロデューサーを務めていた砂田実の娘の引き立てで、TBSの『テレビ探偵団』に番組ギャラリーとして出演することになった。
2008年3月10日、平成19年度芸術選奨の演劇部門で文部科学大臣新人賞を受賞し、都内で行われた贈呈式に出席した。
2012年1月からWOWOWで放送された世界初の日本・韓国・中国合作のサスペンス・アクションドラマ『Strangers 6』に主演。
このドラマで共演した黄川田将也によると、唐沢は英語が堪能で、韓国・中国の共演者と英語で会話し、黄川田と共演者が話す際に唐沢が通訳をしたという。

## 出演
※作品名が太字のものは主演

### テレビドラマ
- 大激闘マッドポリス'80 第10話「処刑儀式」（1980年7月22日、日本テレビ） - 女装麻薬パーティー参加者  ※エキストラ出演（ノンクレジット）
- 爆走!ドーベルマン刑事（1980年4月7日 - 10月27日、テレビ朝日）※エキストラ出演  (ノンクレジット)
- 警視庁殺人課 第18話「ハイウェイ殺人事件・死の運び屋」（1981年8月10日、テレビ朝日）※エキストラ出演
- スーパー戦隊シリーズ（テレビ朝日）
  - 太陽戦隊サンバルカン 第28話（1981年2月7日 - 1982年1月30日） - 警備員   ※エキストラ出演
  - 大戦隊ゴーグルファイブ 第7話（1982年3月20日） - 東日本太陽熱発電所 研究員   ※唐沢きよし名義
- 特捜最前線 第218話「窓際警視が愛した女教師!」（1981年7月8日ほか、テレビ朝日） - 予備校生、チンピラ   ※エキストラ出演　※ほかにも多数のエキストラ（警官・野次馬・犯人に取材する記者役など）81年のシーズンは相当エキストラをやったと本人がインタビュー記事やインザヒーローのパンフレットで明かしている。
- 宇宙刑事ギャバン 第10話（1982年5月28日、テレビ朝日） - 洗脳される剣道部員
- 渓流釣りシリーズ 奥多摩殺人渓谷 釣部渓三郎の推理〝釣れない魚の謎〟（1982年11月13日、テレビ朝日） - 池上季実子のスキースタント、登山者A   ※エキストラ出演（ノンクレジット）
- 三毛猫ホームズの狂死曲・バイオリン連続殺人（1982年12月25日、テレビ朝日） - コンクール出場者 大野 ※唐沢きよし名義
- 10号誕生!仮面ライダー全員集合!!（1984年1月3日、毎日放送） - ライダーマン（スーツアクターとして）、獣人大ムカデ（声） （ノンクレジット）
- ヤヌスの鏡（1985年12月4日 - 1986年4月16日、フジテレビ）※エキストラ出演（ノンクレジット）
- ピンクのラブソング（1986年1月27日、フジテレビ）※エキストラ出演
- 天使のアッパーカット（1986年6月24日 - 10月14日、TBS）※エキストラ出演（ノンクレジット）
- アリエスの乙女たち 第1 - 4話、6話（1987年4月8日 - 4月29日・5月13日、フジテレビ） - 宮崎守
- 連続テレビ小説（NHK総合）
  - 純ちゃんの応援歌（1988年10月3日 - 1989年4月1日） - 林雄太
  - とと姉ちゃん 第69話、79話、83話 - 156話（2016年6月22日・7月4日・7月8日 - 10月1日） - 花山伊佐次 [45]
  - エール（2020年3月30日 - 11月27日） - 古山三郎 [46]
- とっておきの青春（1988年1月6日 - 3月23日、NHK総合） - 田ノ上旬介 [47]
- 大河ドラマ（NHK総合）
  - 春日局 第28話 - 第43回（1989年7月16日 - 10月29日） - 稲葉正勝
  -  利家とまつ〜加賀百万石物語〜[48]（2002年1月6日 - 12月15日） - 主演・前田利家 
  - 功名が辻 第39話「秀吉死す」（2006年10月1日） - 前田利家
- アイラブユーからはじめよう（1989年4月7日 - 6月16日、TBS）
- 東芝日曜劇場 男を金⁽きん⁾にする女（1990年1月7日、TBS）
- 函館のおんな・23歳 あぶない恋の帰省旅行、函館-江差-ニセコ（1990年1月9日、テレビ朝日） - 田中
- トップスチュワーデス物語 第1話、10話（1990年4月17日・6月26日、TBS） - 整備士・小川
- 神谷玄次郎捕物控（1990年6月20日 - 9月19日、フジテレビ） - 同心・鳥飼道之丞
- 愛の時間（1990年6月24日、TBS）
- ふるさと発ドラマシリーズ スカッブラ（1990年8月13日、NHK総合）
- 男について（1990年10月12日 - 12月21日、TBS）
- 三婆'91（1991年1月4日、テレビ東京）
- 結婚の理想と現実（1991年1月10日 - 3月21日、フジテレビ） - 鷺宮病院医師・日高理
- 秋桜―COSMOS―（1991年8月2日、NHK総合）
- 渡る世間は鬼ばかり 第1シリーズ 第17話、第22話 - 最終49話（1990年10月11日 - 1991年9月26日、TBS） - 竹原洋次
- 結婚の行方（1991年6月11日、日本テレビ） - 桐原宗彦
- 仙人のいたずら オムニバス第2話「笑顔の裏」（1991年6月24日、TBS）
- 竹内まりや女のドラマスペシャル オンナって不思議 オムニバス第1話「ロストバージン」（1991年9月27日、TBS）
- クリスマス・イヴからはじめよう（1991年10月4日、TBS） - 井上芳彦
- 源義経（1991年12月31日、日本テレビ） - 平教盛
- マコトノハナシ オムニバス第4話「初笑い」（1992年1月4日、NHK総合） - 小話主演・金持ちのお抱え運転手
- 愛という名のもとに（1992年1月9日 - 3月26日、フジテレビ） - 高月健吾
- ドラマシティー'92 愛は仁義（1992年4月9日、YTV） - 山口智子と共演
- 象のいない動物園（1992年8月14日、フジテレビ）
- ホームワーク（1992年10月16日 - 12月25日、TBS） - 主演・森田圭介 
  - ホームワークSpecial（1993年10月1日）
- 七つの離婚サスペンス 一児豪華主義（1993年2月22日、フジテレビ） - 主演
- 愛と逃亡の果て 女優岡田嘉子（1993年3月26日、TBS）
- 天国に一番近いママ01（1993年4月6日、TBS） - 沼田店長
- 日曜はダメよ（1993年4月17日 - 6月26日、日本テレビ） - 佐伯政人
- 人間交差点 冬の遊園地（1994年1月24日、TBS） - 主演・片田
- 西遊記（1994年4月8日 - 9月23日、日本テレビ） - 主演・孫悟空
- 美味しんぼ（フジテレビ） - 主演・山岡士郎
  - 超豪華珍品グルメ フグ&タイ究極の味くらべ!!これがホンモノの料理だ!!（1994年1月7日）
  - 超豪華珍品料理 卵&カキ&蒸し焼き究極の味くらべ 勝者はどっちだ?（1995年1月20日）
  - 究極VS至高 生命の対決!（1996年11月1日）
  - 究極VS至高 心の対決!（1997年10月8日）
  - 究極VS至高 最後の対決!?（1999年8月20日）
- 妹よ（1994年10月17日 - 12月19日、フジテレビ） - 高木雅史
- 輝け隣太郎（1995年10月8日 - 12月24日、TBS日曜劇場） - 主演・萌沢隣太郎
- 古畑任三郎 2nd season 第19回「VSクイズ王」（1996年2月14日、フジテレビ） - 千堂謙吉 
  - 第25回消えた古畑任三郎（1996年4月9日）
- おいしい関係（1996年10月14日 - 12月16日、フジテレビ） - 織田圭二
- 僕が僕であるために（1997年1月3日、フジテレビ） - 刑事
- いいひと。 第7話（1997年5月27日、フジテレビ） - 美味しんぼの山岡士郎風（友情出演）
- 総理と呼ばないで 最終話（1997年6月17日、フジテレビ） - 新総理
- イヴ（1997年10月16日 - 12月18日、フジテレビ） - 主演・小泉三太
- ブラザーズ 第6・7話（写真のみ）、8話（1998年4月13日 - 6月29日、フジテレビ） - スギムラサトシ （友情出演）
- 新・部長刑事 アーバンポリス24 第22話「ちいさな目撃証言者」（1999年10月30日、朝日放送） - UFOキャッチャー秘技者（特別友情出演）
- 合い言葉は勇気 第1話（2000年7月6日、フジテレビ） - 鳩山一茂
- ラブコンプレックス（2000年10月12日 - 12月21日、フジテレビ） - W主演・竜崎ゴウ
- サイコドクター 第8話（2002年11月27日、日本テレビ） - 東条正幸
- 白い巨塔（2003年10月9日 - 2004年3月18日、フジテレビ） - 主演・財前五郎 
  - 特別編（2004年3月25日）
  - アンコール特別企画（2004年12月17日 - 30日）
- X'smap〜虎とライオンと五人の男 （2004年12月25日、フジテレビ）
- ハチロー〜母の詩、父の詩〜（2005年1月24日 - 3月21日、NHK総合） - 主演・サトウハチロー
- 河井継之助 駆け抜けた蒼龍（2005年12月27日、日本テレビ） - 坂本龍馬
- 小早川伸木の恋（2006年1月 12日 - 3月23日、フジテレビ） - 主演・小早川伸木
- CASSHERN 日曜洋画劇場 スペシャルバージョン（2006年2月12日、テレビ朝日） - ブライキング・ボス
- 地球ゴージャスな夜（2006年4月5日 - 5月3日、日本テレビ） - 達也
- 八月の虹（2006年8月11日 - 24日、TBS） - 主演・沢木隆明 ＜史上初CM枠内ドラマ＞
- 明智光秀〜神に愛されなかった男〜（2007年1月3日、フジテレビ） - 主演・明智光秀
- ガリレオ 第1シーズン 第1話「燃える」（2007年10月15日、フジテレビ） - 金森龍男
- 不毛地帯（2009年10月15日 - 2010年3月11日、フジテレビ） - 主演・壹岐正
- ギルティ 悪魔と契約した女（2010年10月12日 - 12月21日、関西テレビ） - 堂島基一
- Strangers 6（2012年1月 - 5月、WOWOW） - X主演・皆藤悟
- 東野圭吾ミステリーズ 第1話「さよならコーチ」（2012年7月5日、フジテレビ） - 主演・石上純一
- メイドインジャパン（2013年1月 - 2月、NHK総合） - 主演・矢作篤志
- TAKE FIVE〜俺たちは愛を盗めるか〜（2013年4月 - 6月、TBS） - 主演・帆村正義
- オリンピックの身代金（2013年11月30日・12月1日、テレビ朝日） - 佐藤茂雄
- ルーズヴェルト・ゲーム（2014年4月 - 6月、TBS） - 主演・細川充
- 俺たちに明日はある（2014年7月26日、フジテレビ） - 本人
- THE LAST COP/ラストコップ（2015年6月19日、日本テレビ） - 主演・京極浩介 
  - THE LAST COP/ラストコップ episode0 （2016年9月3日・10日・17日）
  - THE LAST COP/ラストコップ（2016年10月8日 - 12月10日）
  - レンタル救世主 第7話（2016年11月20日） - 京極浩介 ＜コラボ企画＞
- ナポレオンの村（2015年7月19日 - 9月20日、TBS） - 主演・浅井栄治
- モンタージュ 三億円事件奇譚（2016年6月25日・26日、フジテレビ） - 鳴海鉄也 [49]
- 真夜中のスーパーカー（2018年3月28日、NHK BSプレミアム）－　白いレーシングスーツの男
- がん消滅の罠〜完全寛解の謎〜（2018年4月2日、TBS） - 主演・夏目典明
- 世にも奇妙な物語 春の特別編「不倫警察」（2018年5月12日、フジテレビ） - 小話主演・葛木良男
- ヒーローを作った男 石ノ森章太郎物語（2018年8月25日、日本テレビ） - ショッカー戦闘員
- あまんじゃく 元外科医の殺し屋（2018年9月24日、テレビ東京） - 主演・折壁嵩男 
  - あまんじゃく 元外科医の殺し屋 最後の闘い（2020年3月30日）
- ハラスメントゲーム（2018年10月 - 12月、テレビ東京） - 主演・秋津渉 
  - 秋津VSカトクの女（2020年1月10日）
- THE GOOD WIFE / グッドワイフ（2019年1月13日 - 3月17日、TBS） - 蓮見壮一郎
- ボイス 110 緊急指令室（2019年7月13日 - 9月21日、日本テレビ） - 主演・樋口彰吾 [50]
  - ボイスII 110 緊急指令室（2021年7月10日 - 9月25日）[51]
- レンタルなんもしない人 最終回（2020年9月30日、テレビ東京） - ブランコの男 （友情出演） [52]
- 24 JAPAN（2020年10月9日 - 2021年3月26日、テレビ朝日） - 主演・獅堂現馬 [53]
- 連続ドラマW フィクサー Season1（2023年4月23日 - 5月21日、WOWOW） - 主演・設楽拳一 [54][55]
  - フィクサー Season2（2023年7月9日 - 8月6日、WOWOW）[56]
  - フィクサー Season3（2023年10月8日 - 11月5日、WOWOW）[57]
- 万博の太陽（2024年3月24日、テレビ朝日） - 万田昭太朗[58]
- プライベートバンカー（2025年1月9日 - 3月6日、テレビ朝日） - 主演・庵野甲一[59]

### WEBドラマ
- トップギフト（2022年10月7日 - 12月16日、LINE NEWS VISION） - 主演・天童
- 龍が如く〜Beyond the Game〜（2024年10月25日 - 、Amazon Prime Video） - 風間新太郎[60]

### 映画
- 仮面ライダースーパー1（1981年3月14日、東映） - ライダーマン※スーツアクターとして（ノンクレジット）[61]
- 野菊の墓（1981年8月8日公開、東映） - 松田聖子の相手役の友人A   ※一般公募
- 大日本帝国（1982年8月7日公開、東映） - 海で溺れる兵士、流れる死体   ※エキストラ（ノンクレジット）
- 超電子バイオマン（1984年7月14日公開） - メカクローン   ※スーツアクターとして
- ハロー張りネズミ（1991年11月16日公開） - 主演・七瀬五郎   ※初主演作
- おいしい結婚（1991年5月18日公開、大映） - 川又保
- 未来の想い出 Last Christmas（1992年8月29日公開、東宝） - 桐波
- 高校教師（1993年11月6日公開、東宝） - 主演・羽野一樹
- 怖がる人々（1994年4月23日公開）オムニバス第五話「五郎八航空」 - TVレポーター
- 君を忘れない（1995年9月23日公開、 日本ヘラルド映画） - 主演・望月晋平
- バースデイプレゼント（1995年10月28日公開、東宝） - 森崎勝也
- ラヂオの時間（1997年、東宝） - 主演・工藤学
- 恋は舞い降りた。（1997年、東宝） - 主演・神崎啓一郎
- みんなのいえ（2001年、東宝） - 主演・柳沢英寿
- 真夜中まで（2001年、 東北新社） - 車を奪われるカップル
- マネーざんす（2002年）オムニバス第六話「GO!GO! 宇宙ドクターズ」 - 主演・リーダー
- 青の炎（2003年、東宝） - 神崎慎太郎
- 嗤う伊右衛門（2004年、東宝） - 主演・民谷（境野）伊右衛門
- CASSHERN（2004年、松竹） - ブライキング・ボス
- THE 有頂天ホテル（2006年、東宝） - 赤丸寿一
- ザ・マジックアワー（2008年、東宝） - ゆべし
- 本格科学冒険映画 20世紀少年（2008年 - 2009年、東宝） - 主演・ケンヂ（遠藤健児） 
  - 20世紀少年〈第1章〉 終わりの始まり（2008年）
  - 20世紀少年〈第2章〉 最後の希望（2009年）
  - 20世紀少年〈最終章〉 ぼくらの旗（2009年）
- 蛇にピアス（2008年、ギャガ） - 警察官
- 太平洋の奇跡 -フォックスと呼ばれた男-（2011年、東宝） - 堀内今朝松一等兵
- ステキな金縛り（2011年、東宝） - ドクター
- イン・ザ・ヒーロー（2014年9月6日公開、東映） - 主演・本城渉
- 杉原千畝 スギハラチウネ（2015年、東宝） - 主演・杉原千畝
- LAST COP THE MOVIE（2017年、松竹） - 主演・京極浩介
- 九十歳。何がめでたい（2024年、松竹） - 吉川真也[62]

### 舞台
- 「ATTACK・スーパー・アクション・プロジェクト」の公演数作品（1980年代）
- 「劇団ATTACK」の公演3作品（1980年代） - 第一回公演「青春活劇 明日に向って-TAKE A BIG CHANCE-」（1985年3月8日、10日）、第三回公演「My soul」（1986年）
- ミュージカル「ボーイズレビュー・ステイゴールド」（1987年、博品館劇場）
- ミュージカル「真利亜」（1987年、博品館劇場）
- 「薔薇と棺桶」（1988年、パルコ劇場）
- ダンスレビュー'89 「COUNT DOWN」（1989年、博品館劇場・近鉄劇場）
- 野田版 「から騒ぎ」（1990年、日生劇場） - 放送あり
- 野田版 「真夏の夜の夢」（1992年、日生劇場） - 放送あり
- 三谷幸喜演出「出口なし!」（1994年） - 放送あり
- 宮本亜門演出「熱帯祝祭劇 マウイ」（1995年） - 放送あり
- NODA MAP「TABOO」（1996年4月4日 - 5月26日、シアターコクーン） - 放送あり
- ブロードウェイミュージカル「big 〜夢はかなう〜」（1998年 - 1999年） - (VHS化）
- 三谷幸喜演出「温水夫妻」（1999年）
- NODA MAP「カノン」（2000年）
- 蜷川×シェイクスピア「マクベス」（2001年、2002年） - 放送あり(DVD化）※NY公演あり
- ミュージカル「ミー＆マイガール」（2003年）
- 山田和也演出「浪人街」（2004年） - (DVD化）
- 蜷川幸雄×井上ひさし「天保十二年のシェイクスピア」（2005年） - 放送あり(DVD化）
- 地球ゴージャス「HUMANITY THE MUSICAL 〜モモタロウと愉快な仲間たち〜」（2006年） - (DVD化）
- 蜷川×シェイクスピア「コリオレイナス」（2007年） - 2007年4月21日・5月6日・8月24日、NHKでTV放送あり(DVD化）※ロンドン公演あり
- 蜷川×シェイクスピア「冬物語」（2009年）- 2011年2月12日にNHKデジタル衛星ハイビジョンで放送あり(DVD化）
- シス・カンパニー「リアルシング―ほんもの―」（2012年） - 共演の寺島しのぶの妊娠降板のため公演中止

### テレビアニメ
- 人間交差点（2003年4月12日、テレビ東京）
- アガサ・クリスティーの名探偵ポワロとマープル 第27話「動機と機会」（2005年5月15日、NHK総合） - ペザリック
- 島耕作のアジア立志伝（2013年5月9日 - 10月4日、NHK BS1） - 島耕作

### アニメ映画
- トイ・ストーリーシリーズ（ディズニー / ピクサー） - 主演・ウッディ 役
  - トイ・ストーリー（1995年11月22日公開〈アメリカ〉、1996年3月23日公開〈日本〉）
  - トイ・ストーリー2（1999年11月24日〈アメリカ〉、2000年3月11日公開〈日本〉）
  - トイ・ストーリー3（2010年6月18日公開〈アメリカ〉、2010年7月10日公開〈日本〉）
    - ハワイアン・バケーション（2011年6月24日公開〈アメリカ〉〈カナダ〉、2011年7月30日公開〈日本〉）
    - ニセものバズがやって来た（2011年11月23日公開〈アメリカ〉〈カナダ〉、2012年7月21日公開〈日本〉）
    - レックスはお風呂の王様（2012年9月14日公開〈アメリカ〉〈カナダ〉、2012年9月15日公開〈日本〉）
    - トイ・ストーリー・オブ・テラー!（2013年10月16日公開〈アメリカ〉、2015年7月2日公開〈日本〉）[63]
    - トイ・ストーリー 謎の恐竜ワールド（2014年12月2日公開〈アメリカ〉、2016年3月2日公開〈日本〉）[64]

  - トイ・ストーリー4（2019年6月21日公開〈アメリカ〉、2019年7月12日公開〈日本〉）[65]
- ポーラー・エクスプレス（2004年11月10日〈アメリカ〉公開、2004年11月27日〈日本〉公開） - 車掌、サンタ、ホーボーなど5役

### ゲーム
- ドラッグオンドラグーン（2003年9月11日発売） - イウヴァルト

### ドキュメンタリー
- ストップエイズ-20の赤いバラ-（1997年11月23日、テレビ朝日） - ストップエイズCM制作ドキュメンタリー
- 唐沢寿明が案内する第55回トニー賞授賞式（2001年6月8日・7月7日、NHK BS2）
- 唐沢寿明 松嶋菜々子 大河を語る（2002年4月6日、NHK総合）
- レオナルド・ダ・ヴィンチ展特別番組 天才の肖像〜「TAKE FIVE」が挑むダ・ヴィンチの謎〜（2013年5月3日、TBS） - ナビゲーター
- 作家 山崎豊子〜戦争と人間を見つめて〜（2015年9月27日・30日、NHK総合）
- 麒麟が来るまでお待ちください 戦国大河ドラマ名場面スペシャル 「利家とまつ」（2020年6月28日、NHK総合）

### CM
- 味の素「ほんだし」
- 日本ケンタッキー・フライド・チキン
- エスエス製薬 「エストロング」
- 出光興産「新出光太郎 IDEX」
- NTT DoCoMo東海
- 富士フイルム「フジカラー 写ルンです」（1989年）
- サントリーフーズ「熱血飲料」（1991年）- 熱血キッド・奥田古佐典 役[66]
- 東芝「Rupo」（1992年 - 1993年）
- コーセー「ルシェリ」（1992年 - 1993年）
- 中部電力（1993年 - 1994年）
- ポッカコーポレーション
  - 涼水仕立て（1993年）
  - はいお茶（1993年）
- 東京都「ストップエイズ キャンペーン」（1993年）- ラジオCM
- 久光製薬
  - のびのびサロンシップ（1993年 - 1994年）
  - サロンパス（2004年 - 2011年）
- キリンビール
  - ラガービール（1994年 - 1996年）
  - 一番搾り 生ビール（1996年）
  - 一番搾り 糖質ゼロ（2020年 - 2023年）
- ロッテ
  - フラボノガム（1995年 - 1997年）
  - BLACK BLACK（1997年）
- サンヨー食品「サッポロ一番 しょうゆ味」（1996年 - 1997年）
- サンスター「トニックシャンプー」（1996年）
- 東洋ゴム工業（1996年）
- マツダ（1996年 - 1999年）
- 第一生命 「オンリーU」（1996年 - 1997年）
- エニックス→スクウェア・エニックス
  - サガ フロンティア レッド編（1997年）- ナレーション
  - ドラゴンクエストⅪ過ぎ去りし時を求めて（2017年）
- サントリー
  - モルツ（1999年）
  - 頂（2017年 - 2018年）
- 森永製菓
  - ビスケット（1999年 - 2008年）
  - ハイチュウ（1999年 - 2000年）
  - DARS（2007年）
- 三共「リゲインEB錠」（2000年 - 2002年）
- 富士通
  - Mova（2000年）
  - FMV（2010年 - 2012年）
- ユニクロ「ジーンズ」（2001年）
- ピープル（2001年）
- ミツカン「味ぽん」（2001年 - 2018年）
- 読売新聞（2002年 - 2003年）
- オリエントコーポレーション「オリエント提携カード」（2002年 - 2003年）
- ネスレ日本 「ネスカフェ ゴールドブレンド」（2003年 - 2009年）
- トヨタ自動車 「アイシス」（2004年 - 2006年）
- はるやま商事「脚長スーツ Sライン」（2004年）
- 日本郵政公社 「簡易保険 ながいきくん」（2005年 - 2006年）
- みずほ銀行 「HAPPY BANK DAY to you!」（2006年 - 2008年）
- ケイ・オプティコム 「eo光」（2006年 - 2017年）
- 大和ハウス工業 「なんでダイワハウスなんだ?」（2010年 - 2012年） - ダイワマンX 役
- アサヒ飲料「WONDA」（2010年 - 2011年）
- 三菱自動車工業
  - ミラージュ（2012年 - 2013年）
  - アウトラウンダー（2014年 - 2015年）
- LIXIL（2014年 - 2015年）
- アサヒビール「辛口焼酎ハイボール ドライクリア」（2014年）
- 武田薬品工業
  - アリナミンV（2014年 - 2017年）
  - アリナミンV&V ROYAL（2014年 - 2015年）
  - アリナミンV ゼロ（2016年 - 2017年）
- 任天堂「スーパーマリオメーカー」（2015年）
- メガネトップ「眼鏡市場」（2017年 - 2018年）
- NTTぷらら「ひかりTV」（2018年 - 2019年）
- ウェルスナビ（2019年）
- セイバン「天使のはね」（2019年） - ウッディーの吹き替え
- CDエナジーダイレクト（2019年 - 2020年） - キャラ沢 役
- 日本マクドナルド
  - てりたま（2020年）
  - ポテナゲ（2025年 - ）
- シヤチハタ 「Shachihata Cloud」（2021年）
- ログラス「Loglass」（2024年 - ）松尾諭と共演
- フジ医療器「CYBER-RELAX マッサージチェア」（2025年 - ）[67]

### その他
- NEWスタージャック（1984年5月、本名の唐沢潔名義で出演。アクロバティックなアクションを披露）
- 岸谷五朗主催のAct Against AIDS（AAA）には1995年 - 2000年、2004年 - 2005年の8回参加している。
  - ※1995年12月31日の横浜アリーナ「異業種競演 大晦日の夜 for AAA」はTBSで生放送。チャリティーコンサートのため出演者はすべて無償で参加していると放送内で岸谷五朗が発言している。唐沢には電話で軽く誘ったとのこと。岸谷・寺脇康文と少年隊の「仮面舞踏会」をバク転つきで披露し、サザンオールスターズの桑田佳祐・とんねるずの石橋貴明・岸谷と「ゴロー＆センズリッターズ」を結成、長崎は今日も雨だったを彷彿とさせるメロディラインの「長嶋は教祖なんかと違います」をヅラをかぶって披露した。
- その年の大河の主役であり、読売新聞の2002年イメージキャラクターだったことから、2002年4月27日、巨人-阪神戦（今季初NHK放送での東京ドーム巨人戦）の始球式を行った。この日の放送のゲスト解説は長嶋茂雄であり、長嶋から「大河ドラマ、いつも見てますよ」声をかけてもらったと研音の会報Vol.68で述べている。
- シンドバッド・セブンヴォヤッジ（東京ディズニーシーのアトラクション） - シンドバッド 役　※声の出演
- 京本政樹のアルバム「苦悩 Peine」の動画特典に友情出演。

## 受賞歴
- 1992年
  - 第65回キネマ旬報ベスト・テン 新人男優賞（『おいしい結婚』）
  - 第15回日本アカデミー賞 新人俳優賞（『おいしい結婚』、『ハロー張りネズミ』）[68]
- 1993年
  - エランドール賞 新人賞
- 1998年
  - 第21回日本アカデミー賞 優秀主演男優賞（『ラヂオの時間』）
- 2000年
  - 第27回ザテレビジョンドラマアカデミー賞 主演男優賞（『ラブコンプレックス』）[69]
- 2003年
  - 第11回橋田賞[70]
- 2008年
  - 文化庁芸術選奨新人賞 演劇部門（『コリオレイナス』）
- 2009年
  - 日本メガネベストドレッサー賞　サングラス部門
- 2010年
  - 第64回ザテレビジョンドラマアカデミー賞 主演男優賞（『不毛地帯』）[71]
- 2013年
  - 第3回ジャパン・モーターレーシング・ホール・オブ・フェイム（自動車文化人部門）
- 2014年
  - GQ MEN OF THE YEAR2014[72]
- 2016年
  - 第90回ザテレビジョンドラマアカデミー賞 助演男優賞（『とと姉ちゃん』）[73]

## 書籍
※作品名が太字のものは自著
- 主婦と生活社『唐沢寿明 men's sweater:メンズニットベストコレクション』（ISBN 4391112639）1990年9月発行
- 雄鶏社『唐沢寿明 素顔のニット』（ISBN 427713159X）1992年8月発行
- 主婦の友社『唐沢寿明全集』（ISBN 4079395620）1993年5月発行
- 雄鶏社『唐沢寿明 オフの日のセーター』（ISBN 	4277131883）1995年8月発行
- 日本テレビ放送網『おしゃれカンケイ』（ISBN 4820396048）1996年4月発行　編：日本テレビ　※放送されなかった秘話など
- 飛鳥新社『サーキットの送り狼：ボクのスーパーカーセレクション』（ISBN 4079395620）1996年12月発行　著者：池沢さとし　※対談相手として
- フジテレビ『おいしい関係 「プチ・ラパンの12か月」』（ISBN 4594021565）1997年1月発行　編：小野卯沙貴　※おいしい関係レシピ集（写真あり）
- 毎日新聞社『村上龍対談集 Ryu's倶楽部 「仲間」ではなく友人として』（ISBN 4620311839）1997年8月発行　著者：村上龍　※対談相手として
- 幻冬舎『ふたり』（ISBN 4877286217）※高等学校の副読本にも採用[74]、120万部以上のベストセラー[74]。1998年8月1日発行
- 日本経済新聞社『俺たちのR25時代』（ISBN 4532193176）2005年11月発行　編：R25編集部　※インタビュー
- 創元社『スクールカウンセラーがすすめる112冊の本 : 子どもにかかわるすべての人たちへ』（ISBN 4422112430）1999年8月発行　編：滝口俊子、田中慶江　※唐沢の本「ふたり」が紹介されている
- 新風社『笑撃・牛窪英二の似顔絵ワールド』（ISBN 4797430141）2003年8月発行　著者：牛窪英二　※唐沢の似顔絵あり
- 講談社『夢をそだてるみんなの仕事101：決定版』（ISBN 4062131269）2005年10月発行　※はいゆう 欄は唐沢が解説
- キネマ旬報社『日本魅録』（ISBN 4873762782）2006年10月発行　著者：香川照之　※香川照之から見た俳優として
- キネマ旬報社『挑戦者たち トップアクターズ・ルポルタージュ』（ISBN 978-4-87376-348-4）2011年1月発行　著者：木俣冬　※雑誌「アクチュール」連載のルポ対象として
- 中央公論新社『才輝礼讃 : 38のyumiyoriな話』（ISBN 978-4-12-004298-0）2011年11月発行　著者：松任谷由実　※対談相手として
- 日之出出版『原田芳雄 風来去』（ISBN 978-4-89198-137-2）2012年7月発行　監修：原田章代　※原田芳雄の対談相手として
- キネマ旬報社『キネマ旬報セレクション 三谷幸喜　映画監督 三谷幸喜のすべて』（ISBN 978-4-87376-819-9）2015年10月発行

## ディスコグラフィ

### シングル
- 2人のすべて（1995年11月1日、ソニーミュージック） - 『輝け隣太郎』主題歌（樹木希林とのデュエット）

### アルバム
- 僕にできること（1995年12月1日、ソニーミュージック）

### 未音源化作品
- 「君はともだち〜Woody Ver.〜」（未CD化） - 『トイ・ストーリー2』挿入歌
- 「Bob Lennon」（未CD化） - 『20世紀少年』挿入歌（役名と同じ「Kenji」として）

### 参加作品
- Brave Love, TIGA（1996年10月21日、バンダイ・ミュージックエンタテインメント） - 『ウルトラマンティガ』ED主題歌。地球防衛団名義。メンバーの一人として参加。メンバーは他に岸谷五朗（団長）、宇都宮隆、木根尚登、サンプラザ中野、寺脇康文、西村雅彦、バーベQ和佐田、パッパラー河合、パトリック・ボンマリート、ファンキー末吉、福田裕彦、ホンジャマカ石塚英彦・恵俊彰からなる1曲限りのチャリティーユニット。歌唱印税はエイズ撲滅運動のために全額寄付された。
- 大竹しのぶのアルバム『Compassion』（2001年、EMIミュージック・ジャパン） - カバーアルバム。「TRUE LOVE」（コール・ポーターの作品）でデュエット
- 秋元康作詞活動20周年記念盤コンプリートアルバム「秋元流〜市ヶ谷編」（2002年3月6日、ソニー・ミュージックハウス） - オムニバスアルバム。樹木希林とのデュエット「2人のすべて」収録

### その他
- MAZDAドライブミュージックCD「DRIVE A LIVE」（車購入者プレゼント） - DJとして